# Bugius
Bugius war eine keltische Lokalgottheit der Gallier. Inschriften ihm zu Ehren wurden in der römischen Provinz Gallia Belgica in Decempagi (Tarquimpol, Département Moselle, Frankreich), sowie in den Niederlanden in Haegen aufgefunden; auf weiteren Inschriften in Frankreich soll er mit den Göttern Narius Intarabus(?) und Cranus gleichgesetzt werden, was allerdings unbelegt ist. Eilenstein reiht ihn zusammen mit dem „Hirschgott“ Cernunnos als „Ziegengott“ unter die gehörnten Gottheiten ein. Von Augustin Calmet wurde er im 18. Jahrhundert mit Vosegus gleichgesetzt, ohne dass er dafür allerdings Belege bringen konnte.
Der Name Bugius leitet sich vermutlich vom keltischen bukko- („Bock“) ab und ist mit dem kornischen Kobold Bucca, dem irischen Púca und dem deutschen Puk verwandt.